# PZL.23 Karaś
PZL.23 Karaś (Карась)  — польський легкий бомбардувальник та розвідувальний літак, розробленим на початку 1930-х років компанією PZL у Варшаві. Він був основним польським бомбардувальником і розвідувальником під час вторгнення у Польщу.

## Історія створення

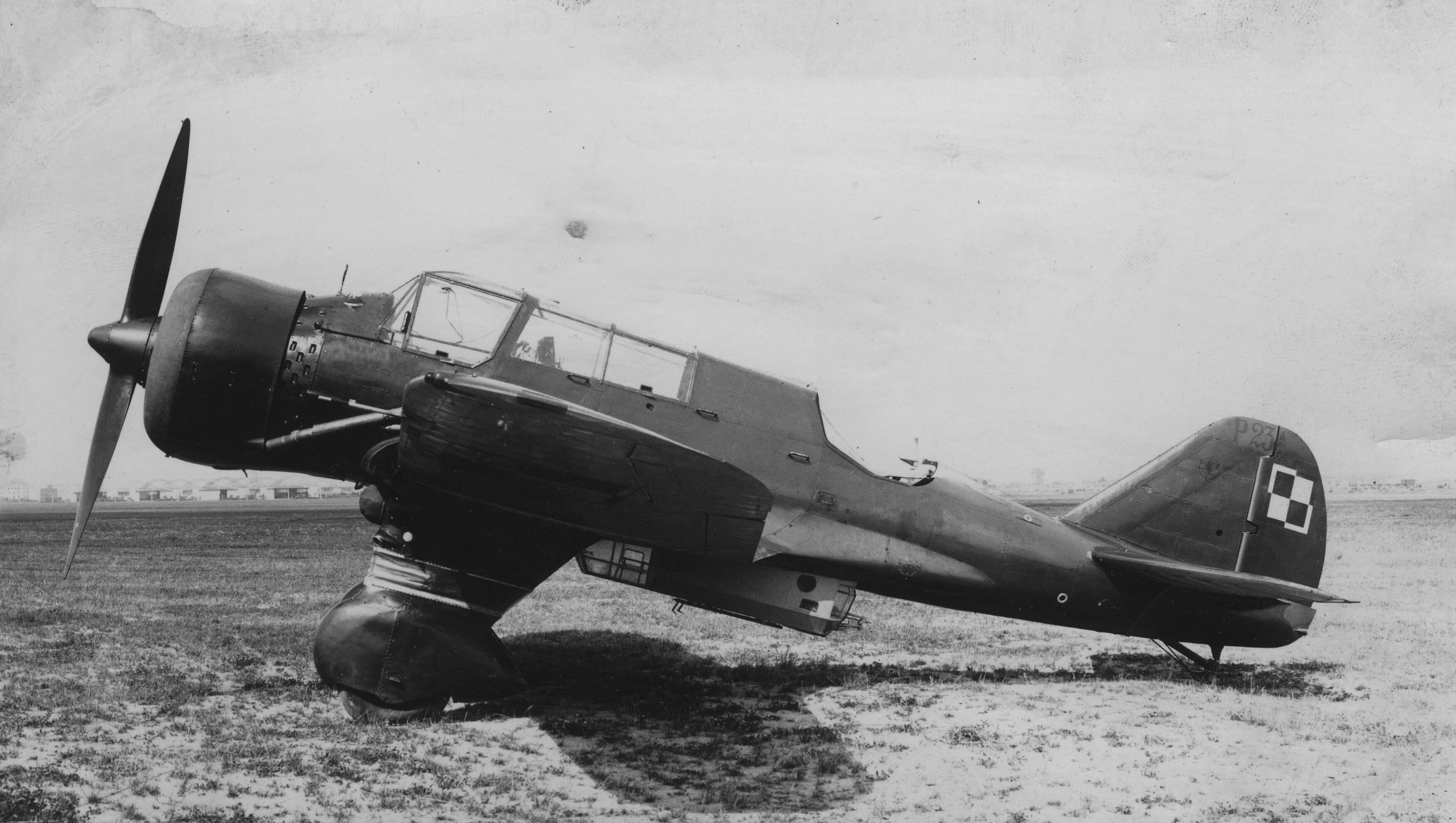
PZL-23

Розробка нового тактичного розвідника і легкого бомбардувальника почалась 1931 року під керівництвом Станіслава Прауса, на базі проєкту швидкісного пасажирського літака PZL.13 (який так і не був побудований). Специфікації вимагали швидкості в 300 км/год. з бомбовим навантаженням в 600 кг, окрім цього вимагалось пристосувати літак до зльоту з коротких польових аеродромів. В ролі силової установки мав слугувати радіальний двигун Bristol Pegasus, який виготовлявся за ліцензією в Варшаві. В початковому проєкті пропонувалось встановлювати внутрішній бомбовий відсік, але від цієї ідеї відмовились на користь зовнішніх підвісів. Це дозволило збільшити кількість членів екіпажу з двох до трьох.
Перший прототип P.23/I оснащений 9-и циліндровим двигуном повітряного охолодження Bristol Pegasus IIM2 потужністю 590 к.с. піднявся в повітря літом 1934 року. Тестові польоти виявили велику кількість недоліків, зокрема поганий огляд з місця пілота, тісні кабіни і бафтинг хвостових поверхонь. Більшість з них вдалось виправити в наступному прототипі P.23/II, який був готовий до весни 1935 року. Під час тестових польотів 27 червня, цей літак розбився і тільки наступний прототип P.23/III був готовий до прийняття на озброєння під назвою PZL.23 «Karaś».
З 1936 року почалось серійне виробництво, і до 1939 року було виготовлено 250 літаків PZL.23 і ще 54 PZL.43 (експортний варіант PZL.23).

## Основні модифікації
- PZL.23A — оснащувався двигуном Bristol Pegasus IIM2 потужністю 590 к.с. Стрілецьке озброєння складалось з одного 7,7 мм курсового синхронного кулемета KM Wz.33, і двох 7,7 мм кулеметів Vickers F в верхній і нижній турелях. Максимальне бомбове навантаження — 700 кг. (40 екз.)
- PZL.23B — оснащувались двигунами Bristol Pegasus VIIIA потужністю 670 к.с. Оснащувався аналогічно до PZL.23A. (210 екз.)
- PZL.43 — експортний варіант з 14-ти циліндровим двигуном Gnome-Rhône 14Kirs потужністю 930 к.с. До озброєння додався ще один курсовий кулемет. (12 екз.)
- PZL.43A — оснащувався двигуном Gnome-Rhône 14N01 потужністю 980 к.с. До озброєння додався ще один курсовий кулемет. (42 екз.)

## Технічні характеристики

PZL.23B

Дані з Ударная авиация Второй Мировой — штурмовики, бомбардировщики, торпедоносцы
|                         | PZL.23A    | PZL.23B    | PZL.43A    |
| ----------------------- | ---------- | ---------- | ---------- |
| Довжина                 | 9,68 м     | 9,68 м     | 9,95 м     |
| Висота                  | 3,3 м      | 3,3 м      | 3,3 м      |
| Розмах крил             | 13,95 м    | 13,95 м    | 13,95 м    |
| Площа крил              | 26,8 м²    | 26,8 м²    | 26,8 м²    |
| Маса пустого            | 1928 кг    | 1980 кг    | 2200 кг    |
| Маса спорядженого       | 2813 кг    | 2893 кг    | 3100 кг    |
| Максимальна злітна маса | 3428 кг    | 3525 кг    | 3535 кг    |
| Потужність двигунів     | 590 к. с.  | 670 к.с.   | 980 к.с.   |
| Максимальна швидкість   | 304 км/год | 319 км/год | 265 км/год |
| Операційна дальність    | 1300 км    | 1260 км    | 1250 км    |
| Практична стеля         | 5800 м     | 7300 м     | 9500 м     |
| Швидкість підйому       | 6,5 м/с    | 6,7 м/с    | 7,5 м/с    |

## Історія використання

### ВПС Польщі

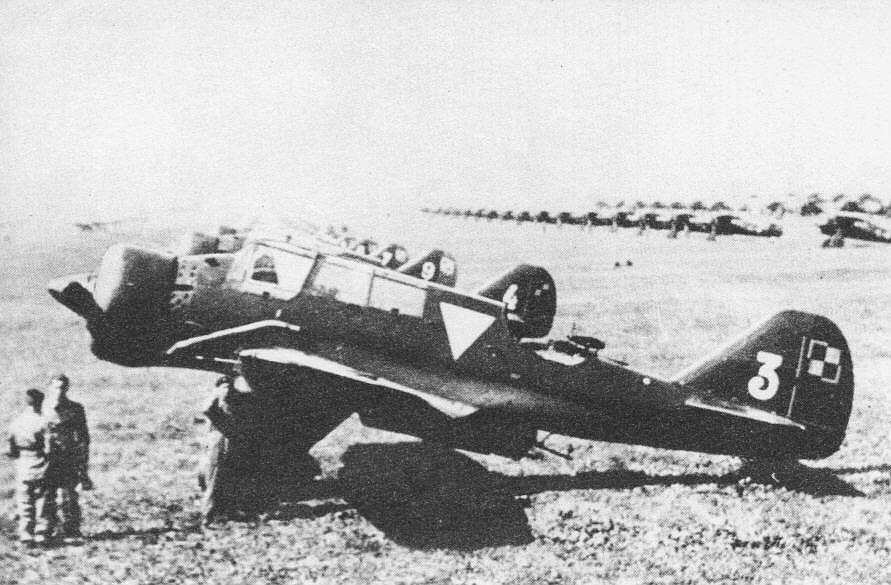
PZL.23A ВПС Польщі на варшавському аеродромі.

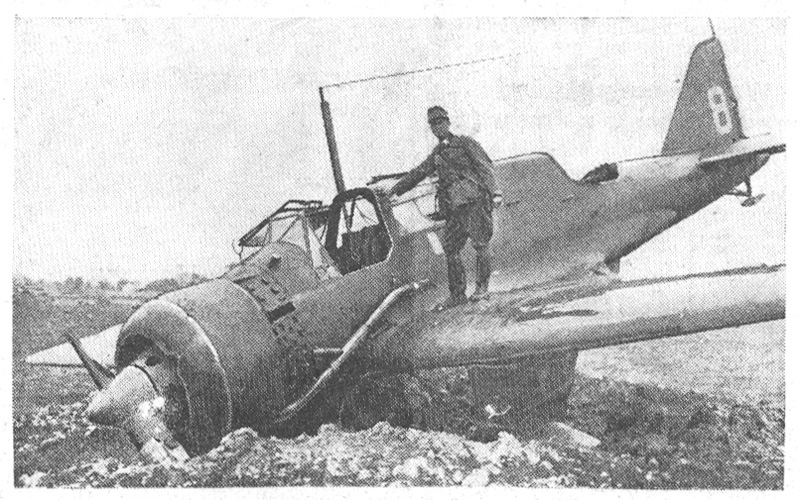
Підбитий PZL.23. 20 вересня 1939 року.

1 вересня 1939 року на озброєнні польських ВПС знаходилось 114 літаків PZL.23, після початку бойових дій було додано ще 21 літаків (6 PZL.23B було відремонтовано, 10 PZL.23A забрано зі льотних шкіл, і 5 PZL.43A, які не було експортовано в Болгарію). Вони входили в 5 бомбардувальних ескадр, що складали Бомбардувальну бригаду, і в 7 розвідувальних ескадр, що підпорядковувались армії.
Перший бойовий виліт літаків Бомбардувальної бригади відбувся вранці 2 вересня, коли літак 1-ї ескадри здійснив розвідувальний виліт і скинув бомбу на завод в Олаві. В той же день 18 «Карасів» бомбардували німецькі колони поблизу Ченстохови, але через сильний зенітний вогонь було втрачено 6 літаків. Надалі бомбардування німецьких військ продовжувались, але втрати були високими 10 вересня три з п'яти ескадр було розформовано. 12 вересня літаки двох останніх ескадр проводили бомбардування німецьких військ поблизу ріки Бзура, а останній бомбардувальний виліт відбувся 14 вересня, нальотом на позиції поблизу Рави-Руської. Загалом «Карасі» здійснили 181 бойовий виліт, скинувши 52 т. бомб.
Літаки розвідувальних ескадр окрім своєї основної ролі виконували і бомбардувальні місії. 2-3 вересня 41-а розвідувальна ескадра вели розвідку паралельно скидаючи бомби на об'єкти інфраструктури. 12 вересня літаки 31-ї розвідувальної ескадри бомбили німецьку колону поблизу Краковця, а останній виліт польських «Карасів» відбувся 16 вересня.
Загалом за кампанію було втрачено 117 літаків PZL.23 з 135 наявних. Всі вцілілі літаки були евакуйовані в Румунію.

### Інші країни
ВПС Болгарії купила 45 літаків PZL.43 до початку війни, ще 5 PZL.43A було повернуто Німеччиною в 1940 році. Літаками, що отримали свою назву «Czajka» (Чайка), було оснащено 1-й лінійний полк, а в 1942 році їх було розподілено між 1-им розвідувальним і 2-м лінійними полками. В 1943-44 роках вони здебільшого залучались для протипартизанських дій на Балканах. 30 серпня 1944 року в строю було 13 справних PZL.43, але до кінця вересня вони були зняті з озброєння.
Після капітуляції Польщі в Румунії опинилось близько 30 PZL.23. Більшість з них потребувало суттєвого ремонту і тому частину довелось розібрати на запчастини. На службу в ВПС попало тільки 19 PZL.23 якими озброїли 73-ю ескадрилью, яка входила в 6-ту бомбардувальну групу. В серпні-вересні 1941 року вони залучались до бомбардування позицій радянських військ поблизу Одеси. В жовтні ескадрилью було повернено в Румунію, де вона залучалась до розвідувальних польотів над Чорним морем. Восени 1942 року 73-тя ескадрилья була перекинута під Сталінград, де вона перебувала до січня 1943, після чого її відправили на переозброєння сучаснішими Ju 87. Останні «Карасі» використовувались Румунськими ВПС в якості навчальних аж до 1946 року.